# 2014년 FIFA 월드컵 B조
2014년 FIFA 월드컵 B조는 스페인, 네덜란드, 칠레, 그리고 오스트레일리아가 들어갔다. 이 조는 전 대회인 2010년 FIFA 월드컵의 두 결승 진출국을 모두 포함하였다: 스페인 (전 대회 우승국) 과 네덜란드 (준우승국) 가 바로 그들이다. B조 일정은 2014년 6월 13일에 시작하여 2014년 6월 23일에 끝났다. 네덜란드와 칠레가 다음 라운드에 진출한 반면, 스페인과 오스트레일리아는 처음 두 경기에서 모두 패하며 탈락하였다. 칠레는 16강전에서 브라질에게 승부차기 접전 끝에 패하였고, 네덜란드는 준결승전까지 올라가서 아르헨티나에게 승부차기로 졌다. 네덜란드는 이후 3위 결정전에서 브라질에게 3 – 0으로 크게 이겼다.

## 참가국
| 편성 기호 | 국가           | 소속 연맹 | 본선 진출 경로          | 본선 진출 확정일 | 본선 진출 횟수 | 최근 출전 대회 | 역대 최고 성적                  | FIFA 랭킹   | FIFA 랭킹  |
| 편성 기호 | 국가           | 소속 연맹 | 본선 진출 경로          | 본선 진출 확정일 | 본선 진출 횟수 | 최근 출전 대회 | 역대 최고 성적                  | 2013년 10월 | 2014년 6월 |
| --------- | -------------- | --------- | ----------------------- | ---------------- | -------------- | -------------- | ------------------------------- | ----------- | ---------- |
| B1 (머리) | 스페인         | UEFA      | 유럽 예선 I조 1위       | 2013년 10월 15일 | 14회           | 2010년         | 우승 (2010년)                   | 1위         | 1위        |
| B2        | 네덜란드       | UEFA      | 유럽 예선 D조 1위       | 2013년 9월 10일  | 10회           | 2010년         | 준우승 (1974년, 1978년, 2010년) | 8위         | 15위       |
| B3        | 칠레           | CONMEBOL  | 남아메리카 예선 3위     | 2013년 10월 15일 | 9회            | 2010년         | 3위 (1962년)                    | 12위        | 14위       |
| B4        | 오스트레일리아 | AFC       | 아시아 4차 예선 B조 2위 | 2013년 6월 18일  | 4회            | 2010년         | 16강 (2006년)                   | 57위        | 62위       |

참고
1. ↑  2013년 10월 랭킹은 본선 조편성에 반영되었다.

## 순위
| 조별 리그 범례 | 조별 리그 범례                    |
| -------------- | --------------------------------- |
|                | 조 1위와 2위가 16강전에 진출한다. |
|                | 조별 리그 탈락.                   |

| 팀             | 경기 | 승 | 무 | 패 | 득 | 실 | 차 | 점 |
| -------------- | ---- | -- | -- | -- | -- | -- | -- | -- |
| 네덜란드       | 3    | 3  | 0  | 0  | 10 | 3  | +7 | 9  |
| 칠레           | 3    | 2  | 0  | 1  | 5  | 3  | +2 | 6  |
| 스페인         | 3    | 1  | 0  | 2  | 4  | 7  | −3 | 3  |
| 오스트레일리아 | 3    | 0  | 0  | 3  | 3  | 9  | −6 | 0  |

출처: FIFA 보관됨 2019-06-11 - 웨이백 머신 

다음 라운드 진출 규정: 순위 규정

- 네덜란드는 16강에서 멕시코 (A조 2위)를 상대한다.
- 칠레는 16강에서 브라질 (A조 1위) 을 상대한다.

## 경기

### 스페인 vs 네덜란드

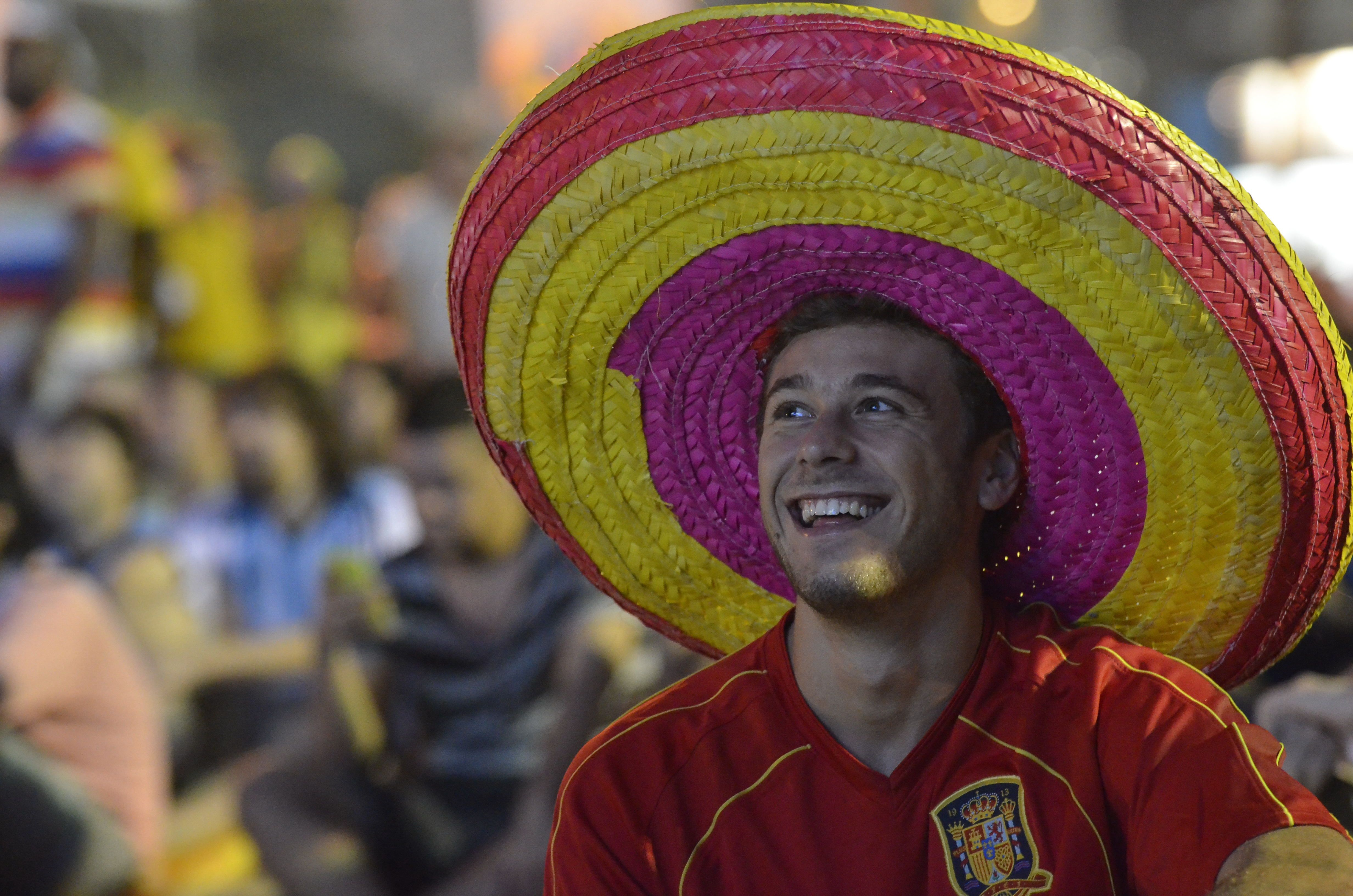
경기 당일 히우 지 자네이루 팬페스트의 스페인 팬

양국은 10회의 맞대결을 펼쳤고, 이중에는 스페인이 연장전 끝에 1 – 0으로 이긴 2010년 FIFA 월드컵 결승전도 포함되었다. 이 사례는 전 대회 FIFA 월드컵 결승전에서 서로 승부를 벌였던 두 팀이 바로 다음 대회 조별 리그에서 만나는 첫 사례였다.
전반전이 반쯤 지났을 때, 주심은 디에고 코스타가 다리를 끌었을 때 스테판 더 프레이의 태클 시도에 걸렸다고 판정했다. 샤비 알론소가 이어 오른발로 오른쪽 아래 구석을 향해 쏘아 스페인의 페널티킥을 성공시켰다. 그러나 스페인은 전반전이 종료될 때까지 1점차를 지켜내지 못했고, 로빈 판 페르시가 13미터 지점에서 좌측의 데일리 블린트로부터 길게 차넣은 공을 도약해서 경로에서 살짝 벗어난 이케르 카시야스를 포착하고 머리로 동점골을 넣었다. 후반전에는 블린트가 또다시 한번 골을 도왔는데, 아르연 로번이 패스를 받아 안쪽으로 파고든 뒤 왼발로 9미터 지점에서 마무리했다. 12분 후, 네덜란드는 추가 득점을 성공했는데, 베슬레이 스네이더르의 프리킥을 스테판 더 프레이가 헤딩골을 넣었는데 스페인 골키퍼 이케르 카시야스는 판 페르시가 자신에게 반칙을 저질렀다고 항의했지만, 득점이 인정되어 카시야스는 격렬한 항의로 경고를 받았다. 얼마 지나지 않아, 세르히오 라모스가 뒤로 보낸 공을 카시야스가 왼발로 잘못 다루어 판 페르시가 공을 잡고 빈 골망에 개인 2호 득점을 성공시키는 것을 지켜볼 수밖에 없었다. 네덜란드의 5번째 골은 로번의 개인기로 만들어졌다. 중앙선 근처에서 베슬레이 스네이더르의 패스로 공을 받은 그는 세르히오 라모스, 조르디 알바, 그리고 이케르 카시야스를 농락하고 9미터 지점에서 왼발로 마무리했다.
1 – 5는 FIFA 월드컵 전 대회 우승팀이 경험한 역대 최다 점수차 패배이며, 1950년 이래 스페인이 당한 FIFA 월드컵 역사상 최악의 참패였다. 이 경기에서 득점을 기록한 로벤과 판 페르시는 나란히 세 차례의 FIFA 월드컵에서 골을 넣은 최초의 네덜란드 선수들로 기록되었다. 카시야스와 샤비는 안도니 수비사레타와 함께 4차례의 FIFA 월드컵에 출전한 세명 밖에 되지 않는 스페인 선수들로 이름을 올렸다.
| 스페인                | 1 – 5  | 네덜란드                                           |
| --------------------- | ------ | -------------------------------------------------- |
| 알론소 27′ (페널티골) | 리포트 | 판 페르시 44′, 72′ · 로번 53′, 80′ · 더 프레이 65′ |

| 스페인 | 네덜란드 |

| GK               | 1  | 이케르 카시야스 (주장) | 65′ |     |
| RB               | 22 | 세사르 아스필리쿠에타  |     |     |
| CB               | 3  | 제라르드 피케          |     |     |
| CB               | 15 | 세르히오 라모스        |     |     |
| LB               | 18 | 조르디 알바            |     |     |
| RM               | 8  | 샤비                   |     |     |
| CM               | 16 | 세르지오 부스케츠      |     |     |
| LM               | 14 | 샤비 알론소            |     | 62′ |
| RW               | 21 | 다비드 실바            |     | 78′ |
| LW               | 6  | 안드레스 이니에스타    |     |     |
| CF               | 19 | 디에고 코스타          |     | 62′ |
| 교체 선수:       |    |                        |     |     |
| FW               | 9  | 페르난도 토레스        |     | 62′ |
| FW               | 11 | 페드로                 |     | 62′ |
| MF               | 10 | 세스크 파브레가스      |     | 78′ |
| 감독:            |    |                        |     |     |
| 비센테 델 보스케 |    |                        |     |     |

| GK         | 1  | 야스퍼 실러선         |     |     |
| CB         | 2  | 론 플라르             |     |     |
| CB         | 3  | 스테판 더 프레이      | 41′ | 77′ |
| CB         | 4  | 브루누 마르팅스 인디  |     |     |
| RWB        | 7  | 다릴 얀마트           |     |     |
| LWB        | 5  | 데일리 블린트         |     |     |
| CM         | 6  | 나이젤 더 용          |     |     |
| CM         | 8  | 요나탄 더휘즈만       | 25′ | 62′ |
| AM         | 10 | 베슬레이 스네이더르   |     |     |
| CF         | 9  | 로빈 판 페르시 (주장) | 66′ | 79′ |
| CF         | 11 | 아르연 로번           |     |     |
| 교체 선수: |    |                       |     |     |
| MF         | 20 | 조르지니오 베이날뒴   |     | 62′ |
| DF         | 13 | 요옐 펠트만           |     | 77′ |
| FW         | 17 | 예레마인 렌스         |     | 79′ |
| 감독:      |    |                       |     |     |
| 루이 판 할 |    |                       |     |     |

| 최우수 선수: 로빈 판 페르시 (네덜란드) 부심: 안드레아 스테파니 (이탈리아) 레나토 파베라니 (이탈리아) 대기심: 스베인 오드바르 모엔 (노르웨이) 후보 대기심: 심 헤겔룬 (노르웨이) |

### 칠레 vs 오스트레일리아

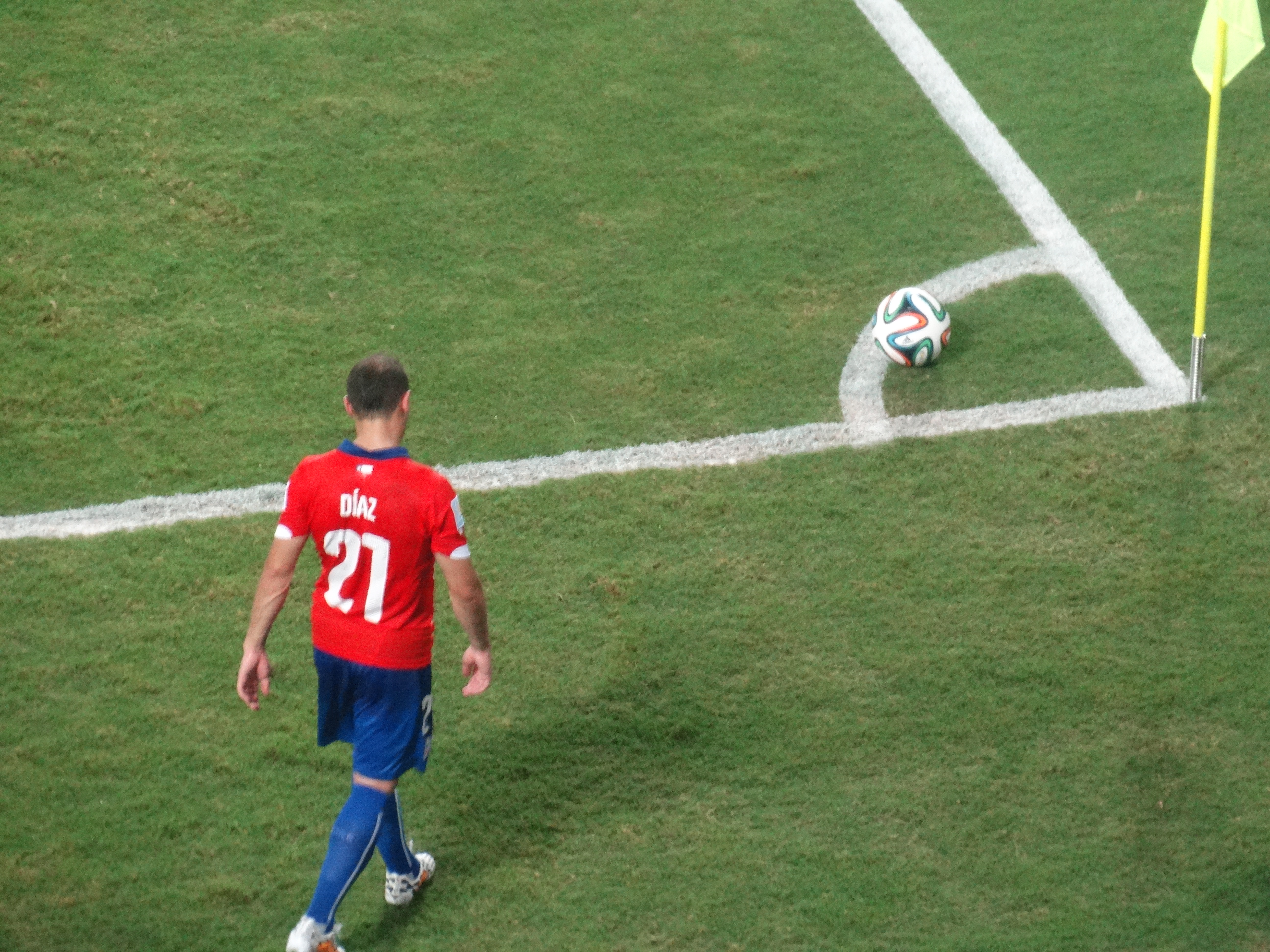
코너킥을 준비하는 마르셀로 디아스

양국은 4번 만난 전적이 있는데, 1974년 FIFA 월드컵 조별 리그에서 조우했을 때 득점 없이 비겼다.
칠레는 초반 15분동안 2골을 득점해 앞서나갔다. 우선, 알렉시스 산체스가 공을 띄워 에두아르도 바르가스가 머리로 집어넣었다. 2분 후에는 호르헤 발디비아가 산체스로부터 공을 받아 칠레를 2점차 앞으로 밀었다. 오스트레일리아는 이반 프라니치의 크로스를 받은 팀 케이힐이 머리로 마무리하며 전반 종료 전에 1골을 만회하였다.
오스트레일리아는 후반전에 동점골을 득점하는데 실패하였고, 오히려 칠레의 교체 요원 장 보세주르가 마우리시오 피니야가 매슈 라이언의 선방에 맞고 나온 공을 다시 집어넣었다.
이 경기에서의 득점을 통해, 케이힐은 세 차례의 FIFA 월드컵에서 득점을 기록한 최초의 오스트레일리아 선수가 되었고, 보세주르는 두 차례의 FIFA 월드컵에서 득점에 성공한 첫 칠레 선수가 되었다.
| 칠레                                       | 3 – 1  | 오스트레일리아 |
| ------------------------------------------ | ------ | -------------- |
| 산체스 12′ · 발디비아 14′ · 보세주르 90+2′ | 리포트 | 35′ 케이힐     |

| 칠레 | 오스트레일리아 |

| GK              | 1  | 클라우디오 브라보 (주장) |     |     |
| RB              | 4  | 마우리시오 이슬라        |     |     |
| CB              | 17 | 가리 메델                |     |     |
| CB              | 18 | 곤살로 하라              |     |     |
| LB              | 2  | 에우헤니오 메나          |     |     |
| RM              | 20 | 차를레스 아랑기스        | 86′ |     |
| CM              | 21 | 마르셀로 디아스          |     |     |
| LM              | 8  | 아르투로 비달            |     | 60′ |
| RF              | 7  | 알렉시스 산체스          |     |     |
| CF              | 10 | 호르헤 발디비아          |     | 68′ |
| LF              | 11 | 에두아르도 바르가스      |     | 88′ |
| 교체 선수:      |    |                          |     |     |
| MF              | 16 | 펠리페 구티에레스        |     | 60′ |
| MF              | 15 | 장 보세주르              |     | 68′ |
| FW              | 9  | 마우리시오 피니야        |     | 88′ |
| 감독:           |    |                          |     |     |
| 호르헤 삼파올리 |    |                          |     |     |

| GK                | 1  | 매슈 라이언          |     |     |
| RB                | 2  | 이반 프라니치        |     | 49′ |
| CB                | 22 | 앨릭스 윌킨슨        |     |     |
| CB                | 6  | 매슈 스피라노비치    |     |     |
| LB                | 3  | 제이슨 데이비드슨    |     |     |
| CM                | 15 | 밀레 예디나크 (주장) | 58′ |     |
| CM                | 5  | 마크 밀리건          | 67′ |     |
| RW                | 7  | 매슈 레키            |     |     |
| AM                | 23 | 마크 브레시아노      |     | 78′ |
| LW                | 11 | 토미 오어            |     | 68′ |
| CF                | 4  | 팀 케이힐            | 44′ |     |
| 교체 선수:        |    |                      |     |     |
| DF                | 19 | 라이언 맥고완        |     | 49′ |
| MF                | 10 | 벤 핼러런            |     | 68′ |
| MF                | 14 | 제임스 트로이시      |     | 78′ |
| 감독:             |    |                      |     |     |
| 엔제 포스테코글루 |    |                      |     |     |

| 최우수 선수: 알렉시스 산체스 (칠레) 부심: 장-클로드 비루무샤우(부룬디) 송기폴로 예오 (코트디부아르) 대기심: 로베르트 모레노 (파나마) 후보 대기심: 에릭 보리아 (미국) |

### 오스트레일리아 vs 네덜란드

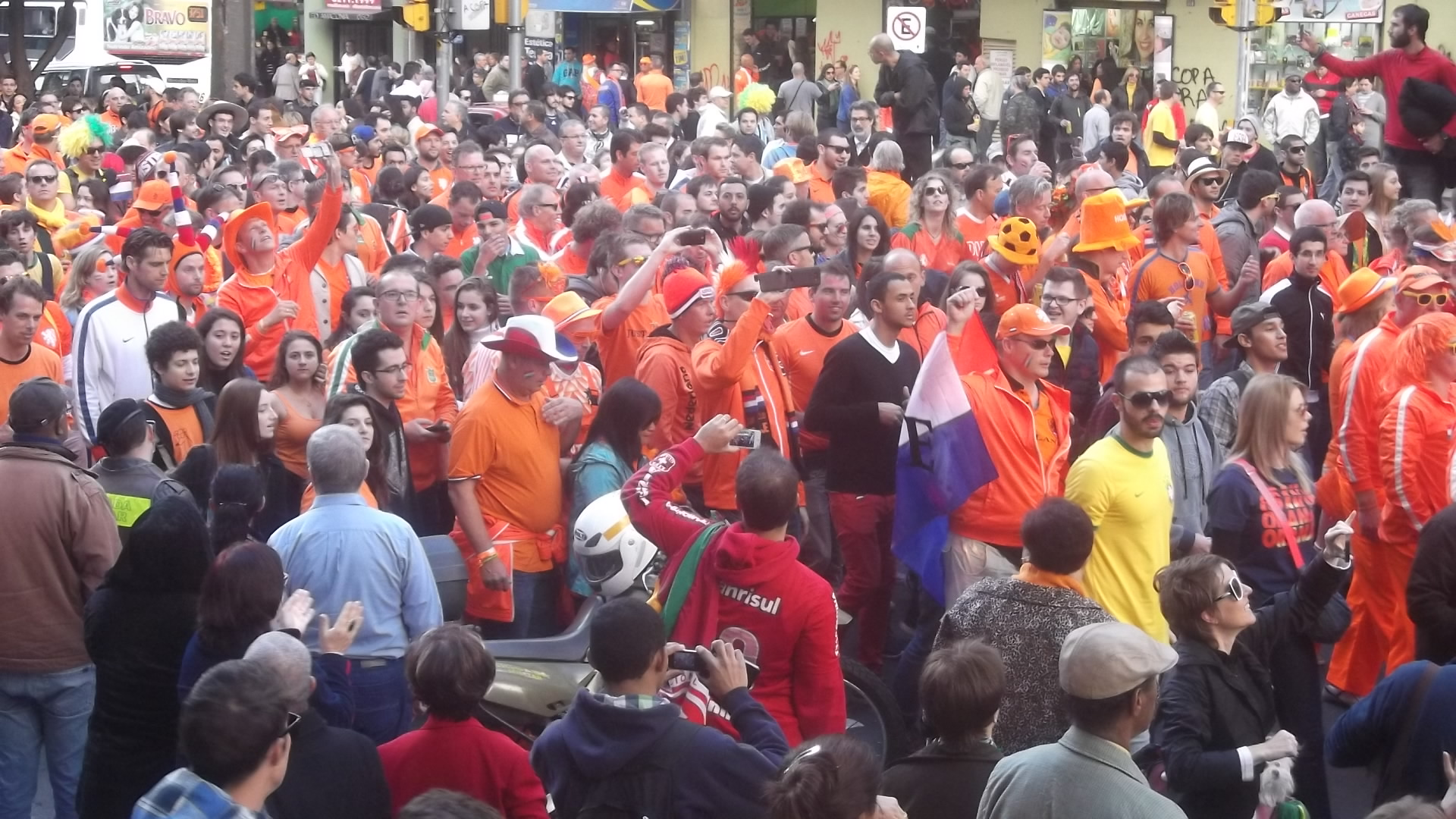
경기 당일 포르투 알레그리 시가지를 행진하는 네덜란드 팬들

양국은 세 차례의 친선전을 펼쳤는데, 이 중 2009년에 치른 것이 가장 최근이다.
네덜란드는 아르연 로번이 데일리 블린트의 머리 패스를 중앙선에서 받아 페널티 구역으로 공을 끌고가 골키퍼 왼쪽으로 낮게 쏘아 골망을 가르면서 앞서나갔다. 경기가 재개된지 얼마 지나지 않아, 팀 케이힐이 라이언 맥고완의 크로스를 왼발 발리슛으로 연결해 골대 아래로 쏘아 득점하였다. 후반전에는 다릴 얀마트가 공을 손으로 만지면서 얻은 페널티킥을 밀레 예디나크가 차 넣어 역전했지만, 로빈 판 페르시가 교체로 들어온 멤피스 데파이의 패스를 받아 다시 승부를 원점으로 돌렸다. 10분 후, 멤피스 데파이는 요나탄 더휘즈만의 패스를 받아 먼 거리에서 쏘았고, 이는 오스트레일리아의 수문장 매슈 라이언을 제쳤다.
이 경기에서 득점을 기록한 데파이는 네덜란드 역사상 최연소 FIFA 월드컵 득점자로 기록되었다.
| 오스트레일리아                       | 2 – 3  | 네덜란드                              |
| ------------------------------------ | ------ | ------------------------------------- |
| 케이힐 21′ · 예디나크 54′ (페널티골) | 리포트 | 로번 20′ · 판 페르시 58′ · 데파이 68′ |

| 오스트레일리아 | 네덜란드 |

| GK                | 1  | 매슈 라이언          |     |     |
| RB                | 19 | 라이언 맥고완        |     |     |
| CB                | 22 | 앨릭스 윌킨슨        |     |     |
| CB                | 6  | 매슈 스피라노비치    |     |     |
| LB                | 3  | 제이슨 데이비드슨    |     |     |
| CM                | 15 | 밀레 예디나크 (주장) |     |     |
| CM                | 17 | 맷 매케이            |     |     |
| RW                | 7  | 매슈 레키            |     |     |
| AM                | 23 | 마크 브레시아노      |     | 51′ |
| LW                | 11 | 토미 오어            |     | 77′ |
| CF                | 4  | 팀 케이힐            | 43′ | 69′ |
| 교체 선수:        |    |                      |     |     |
| MF                | 13 | 올리버 보자니치      |     | 51′ |
| MF                | 10 | 벤 핼러런            |     | 69′ |
| FW                | 9  | 애덤 태가트          |     | 77′ |
| 감독:             |    |                      |     |     |
| 엔제 포스테코글루 |    |                      |     |     |

| GK         | 1  | 야스퍼 실러선         |     |       |
| CB         | 2  | 론 플라르             |     |       |
| CB         | 3  | 스테판 더 프레이      |     |       |
| CB         | 4  | 브루누 마르팅스 인디  |     | 45+3′ |
| RM         | 7  | 다릴 얀마트           |     |       |
| CM         | 8  | 요나탄 더휘즈만       |     | 78′   |
| CM         | 6  | 나이젤 더 용          |     |       |
| LM         | 5  | 데일리 블린트         |     |       |
| AM         | 10 | 베슬레이 스네이더르   |     |       |
| CF         | 9  | 로빈 판 페르시 (주장) | 47′ | 87′   |
| CF         | 11 | 아르연 로번           |     |       |
| 교체 선수: |    |                       |     |       |
| MF         | 21 | 멤피스 데파이         |     | 45+3′ |
| MF         | 20 | 조르지니오 베이날뒴   |     | 78′   |
| FW         | 17 | 예레마인 렌스         |     | 87′   |
| 감독:      |    |                       |     |       |
| 루이 판 할 |    |                       |     |       |

| 최우수 선수: 아르연 로번 (네덜란드) 부심: 레두안 아시크 (모로코) 압델하크 에치알리 (알제리) 대기심: 바카리 가사마 (감비아) 후보 대기심: 에바리스 망쿠앙드 (카메룬) |

### 스페인 vs 칠레
양국은 10차례 맞대결을 펼쳤고, 두 차례 FIFA 월드컵 조별 리그에서 조우했으며, 두 번의 경우 모두 스페인 (1950년: 2 – 0; 2010년: 2 – 1) 이 승리를 거두었다.
칠레는 차를레스 아랑기스가 페널티 구역의 에두아르도 바르가스에 연결해 선제골을 넣게 했다. 전반 종료 직전 알렉시스 산체스의 프리킥이 스페인의 이케르 카시야스 골키퍼에 막혔지만, 아랑기스가 카시야스에 맞고 나온 공을 다시 밀어넣었다. 스페인은 대회에 남기 위해 승점을 1점이라도 얻어야 했고, 후반전에 세르지오 부스케츠가 좋은 기회를 잡았지만, 근거리에서 그것을 살려내지 못했다. 스페인의 패배를 통해 칠레와 네덜란드가 동시에 결선 토너먼트로 진출하는 것이 확정되었고, 스페인과 오스트레일리아가 탈락하는 것도 확정되었다.
스페인은 조별 리그에서 탈락한 5번째 전 대회 우승국이며, 1950년 이래 2경기만에 탈락 (1950년 대회의 이탈리아는 3팀이 편성된 조에 들어가 2경기만 치렀다.) 하는 첫 국가가 되었다.
| 스페인 | 0 – 2  | 칠레                        |
| ------ | ------ | --------------------------- |
|        | 리포트 | 바르가스 20′ · 아랑기스 43′ |

| 스페인 | 칠레 |

| GK               | 1  | 이케르 카시야스 (주장) |     |     |
| RB               | 22 | 세사르 아스필리쿠에타  |     |     |
| CB               | 4  | 하비 마르티네스        |     |     |
| CB               | 15 | 세르히오 라모스        |     |     |
| LB               | 18 | 조르디 알바            |     |     |
| CM               | 16 | 세르지오 부스케츠      |     |     |
| CM               | 14 | 샤비 알론소            | 41′ | 46′ |
| RW               | 21 | 다비드 실바            |     |     |
| AM               | 6  | 안드레스 이니에스타    |     |     |
| LW               | 11 | 페드로                 |     | 76′ |
| CF               | 19 | 디에고 코스타          |     | 64′ |
| 교체 선수:       |    |                        |     |     |
| MF               | 17 | 코케                   |     | 46′ |
| FW               | 9  | 페르난도 토레스        |     | 64′ |
| MF               | 20 | 산티 카솔라            |     | 76′ |
| 감독:            |    |                        |     |     |
| 비센테 델 보스케 |    |                        |     |     |

| GK              | 1  | 클라우디오 브라보 (주장) |     |     |
| CB              | 17 | 가리 메델                |     |     |
| CB              | 5  | 프란시스코 실바          |     |     |
| CB              | 18 | 곤살로 하라              |     |     |
| RM              | 4  | 마우리시오 이슬라        |     |     |
| CM              | 20 | 차를레스 아랑기스        |     | 64′ |
| CM              | 21 | 마르셀로 디아스          |     |     |
| LM              | 2  | 에우헤니오 메나          | 61′ |     |
| AM              | 8  | 아르투로 비달            | 26′ | 88′ |
| CF              | 11 | 에두아르도 바르가스      |     | 85′ |
| CF              | 7  | 알렉시스 산체스          |     |     |
| 교체 선수:      |    |                          |     |     |
| MF              | 16 | 펠리페 구티에레스        |     | 64′ |
| MF              | 10 | 호르헤 발디비아          |     | 85′ |
| MF              | 6  | 카를로스 카르모나        |     | 88′ |
| 감독:           |    |                          |     |     |
| 호르헤 삼파올리 |    |                          |     |     |

| 최우수 선수: 에두아르도 바르가스 (칠레) 부심: 마크 허드 (미국) 조 플레처 (캐나다) 대기심: 나와프 슈크랄라 (바레인) 후보 대기심: 야세르 툴레파트 (바레인) |

### 오스트레일리아 vs 스페인
양국은 서로 맞붙어본 적이 없다. 오스트레일리아의 공격수 팀 케이힐이 경고 누적으로 이 경기 출장이 좌절되었다.
탈락을 확정지은 두 국가간의 맞대결로, 스페인은 36분에 안드레스 이니에스타가 우측에서 배급한 공을 쇄도한 측면 수비수 후안프란이 낮게 다비드 비야로 크로스에 오른발 발꿈치로 깔아 차넣게 했다. 후반전에는 페르난도 토레스가 스페인의 두번째 득점을 성공시켰는데, 페널티 구역 왼쪽에서 이니에스타의 공을 받아 낮게 깔아 차 넣었고, 이후 교체로 들어간 후안 마타가 세스크 파브레가스의 공을 받아 오른쪽 페널티 구역에서 골키퍼 다리 사이로 낮게 차넣었다.
비야는 통산 9번째 FIFA 월드컵 골을 득점했다. 이미 스페인의 FIFA 월드컵 역대 최다 득점자였던 그는 페르난도 이에로, 라울, 그리고 훌리오 살리나스와 함께 세 차례의 FIFA 월드컵 본선에서 득점을 기록한 스페인 선수가 되었다.
| 오스트레일리아 | 0 – 3  | 스페인                           |
| -------------- | ------ | -------------------------------- |
|                | 리포트 | 비야 36′ · 토레스 69′ · 마타 82′ |

| 오스트레일리아 | 스페인 |

| GK                | 1  | 매슈 라이언          |       |     |
| RB                | 19 | 라이언 맥고완        |       |     |
| CB                | 6  | 매슈 스피라노비치    | 88′   |     |
| CB                | 22 | 앨릭스 윌킨슨        |       |     |
| LB                | 3  | 제이슨 데이비드슨    |       |     |
| CM                | 17 | 맷 매케이            |       |     |
| CM                | 15 | 밀레 예디나크 (주장) | 90+2′ |     |
| CM                | 13 | 올리버 보자니치      |       | 72′ |
| RW                | 7  | 매슈 레키            |       |     |
| CF                | 9  | 애덤 태가트          |       | 46′ |
| LW                | 11 | 토미 오어            |       | 61′ |
| 교체 선수:        |    |                      |       |     |
| MF                | 10 | 벤 핼러런            |       | 46′ |
| MF                | 14 | 제임스 트로이시      |       | 61′ |
| MF                | 23 | 마크 브레시아노      |       | 72′ |
| 감독:             |    |                      |       |     |
| 엔제 포스테코글루 |    |                      |       |     |

| GK               | 23 | 페페 레이나            |     |     |
| RB               | 5  | 후안프란               |     |     |
| CB               | 2  | 라울 알비올            |     |     |
| CB               | 15 | 세르히오 라모스 (주장) | 62′ |     |
| LB               | 18 | 조르디 알바            |     |     |
| CM               | 14 | 샤비 알론소            |     | 83′ |
| CM               | 17 | 코케                   |     |     |
| AM               | 6  | 안드레스 이니에스타    |     |     |
| RW               | 20 | 산티 카솔라            |     | 68′ |
| LW               | 7  | 다비드 비야            |     | 56′ |
| CF               | 9  | 페르난도 토레스        |     |     |
| 교체 선수:       |    |                        |     |     |
| MF               | 13 | 후안 마타              |     | 56′ |
| MF               | 10 | 세스크 파브레가스      |     | 68′ |
| MF               | 21 | 다비드 실바            |     | 83′ |
| 감독:            |    |                        |     |     |
| 비센테 델 보스케 |    |                        |     |     |

| 최우수 선수: 다비드 비야 (스페인) 부심: 에브라힘 살레 (바레인) 야세르 툴레파트 (바레인) 대기심: 노르베르 하우아타 (타히티) 후보 대기심: 아덴 마르와 (케냐) |

### 네덜란드 vs 칠레

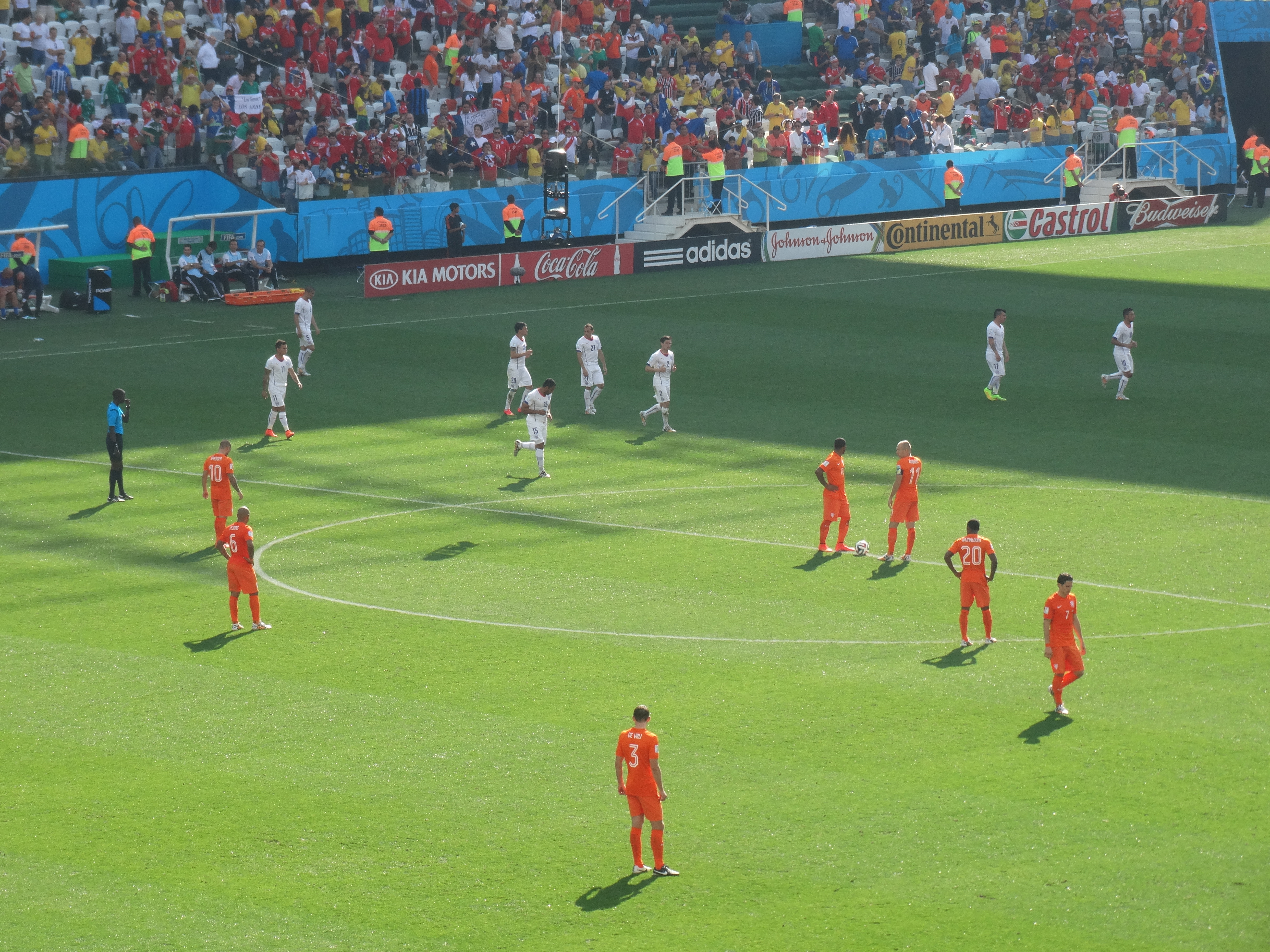
경기 개시를 준비하는 선수들

양국은 1928년 하계 올림픽에 딱 한번 조우했었다. 네덜란드는 경고 누적으로 출장 정지 징계를 받은 로빈 판 페르시 없이 경기에 임했다.
처음 두 경기를 치러 결선 토너먼트 진출을 이미 확정지은 양 팀은 조 1위를 두고 이 경기에서 경합하였다: 골득실에서 우위를 점하는 네덜란드는 칠레와 비기기만 해도 조 1위를 차지할 수 있었다. 77분, 네덜란드는 5.5미터 지점에서 교체로 들어온 레로이 페르가 우측에서 다릴 얀마트의 크로스를 머리로 연결해 침묵을 깼다. 또다른 교체 요원인 멤피스 데파이가 막판 추가 시간에 아르연 로번이 좌측을 휘저은 뒤 경기장 가장자리에서 건넨 공을 받아 쐐기골을 집어넣었다. 이 경기도 마져 쓸어담은 네덜란드는 3전전승으로 B조 1위를 차지하였고, 칠레는 조 2위를 차지했다.
| 네덜란드                | 2 – 0  | 칠레 |
| ----------------------- | ------ | ---- |
| 페르 77′ · 멤피스 90+2′ | 리포트 |      |

| 네덜란드 | 칠레 |

| GK         | 1  | 야스퍼 실러선       |     |     |
| RB         | 7  | 다릴 얀마트         |     |     |
| CB         | 2  | 론 플라르           |     |     |
| CB         | 3  | 스테판 더 프레이    |     |     |
| LB         | 5  | 데일리 블린트       | 64′ |     |
| RM         | 20 | 조르지니오 베이날뒴 |     |     |
| CM         | 6  | 나이젤 더 용        |     |     |
| LM         | 15 | 디르크 카위트       |     | 89′ |
| AM         | 10 | 베슬레이 스네이더르 |     | 75′ |
| SS         | 11 | 아르연 로번 (주장)  |     |     |
| CF         | 17 | 예레마인 렌스       |     | 69′ |
| 교체 선수: |    |                     |     |     |
| MF         | 21 | 멤피스 데파이       |     | 69′ |
| MF         | 18 | 레로이 페르         |     | 75′ |
| DF         | 14 | 테렌서 콩올로       |     | 89′ |
| 감독:      |    |                     |     |     |
| 루이 판 할 |    |                     |     |     |

| GK              | 1  | 클라우디오 브라보 (주장) |     |     |
| CB              | 17 | 가리 메델                |     |     |
| CB              | 5  | 프란시스코 실바          | 25′ | 70′ |
| CB              | 18 | 곤살로 하라              |     |     |
| RWB             | 4  | 마우리시오 이슬라        |     |     |
| LWB             | 2  | 에우헤니오 메나          |     |     |
| CM              | 20 | 차를레스 아랑기스        |     |     |
| CM              | 21 | 마르셀로 디아스          |     |     |
| AM              | 16 | 펠리페 구티에레스        |     | 46′ |
| CF              | 7  | 알렉시스 산체스          |     |     |
| CF              | 11 | 에두아르도 바르가스      |     | 81′ |
| 교체 선수:      |    |                          |     |     |
| MF              | 15 | 장 보세주르              |     | 46′ |
| MF              | 10 | 호르헤 발디비아          |     | 70′ |
| FW              | 9  | 마우리시오 피니야        |     | 81′ |
| 감독:           |    |                          |     |     |
| 호르헤 삼파올리 |    |                          |     |     |

| 최우수 선수: 아르연 로번 (네덜란드) 부심: 펠리시앙 카방다 (르완다) 에바리스 망쿠앙드 (카메룬) 대기심: 호엘 아길라르 (엘살바도르) 후보 대기심: 윌리암 토레스 (엘살바도르) |